# Paul Grimault
Paul Grimault (Neuilly-sur-Seine, 23 marzo 1905 – Le Mesnil-Saint-Denis, 29 marzo 1994) è stato un animatore francese, fra i più importanti del suo Paese.

## Biografia
Paul Grimault nasce nel 1905 nel nord della Francia, dove crescerà e vivrà per tutta la vita. Nel 1936 fonda col produttore cinematografico André Sarrut il primo studio d'animazione europeo, Les Gémeaux ("I gemelli"); dopo i primi tempi dedicati alla realizzazione di molti fortunati cortometraggi, come Le voleur de paratonnerres, Le petit soldat, Les Passagers de la "Grande-Ourse" (ricavato dall'incompiuto Gô chez les oiseaux) o La légende de la soie (realizzato per la promozione della seta), Grimault decide nel 1947 di realizzare un lungometraggio, e avvia la produzione di La bergère et le ramoneur, adattamento de La pastorella e lo spazzacamino, una fiaba di Hans Christian Andersen.
Nella lavorazione del film coinvolge anche il poeta Jacques Prévert. I due artisti intendono mantenere tutte le numerose scene (tutte concluse) di cui si componeva La bergère et le ramoneur, ma nonostante i molti anni di lavoro dei centocinquanta artisti e tecnici dello studio, l'opera non giunge a conclusione. Schiacciato dall'enorme impegno finanziario, lo studio Les Gémeaux fallisce. Ma nel 1953 Sarrut decide comunque di distribuire il film in una forma incompiuta, irritando Grimault e Prevert al punto che i due rinnegano la paternità del film. Solo nel 1976 Grimault recupera la pellicola e, con l'aiuto di giovani animatori, completa l'opera. Nel 1980 il film esce nelle sale francesi col titolo Le Roi et l'Oiseau ("Il re e l'uccello") ed ottiene un grande successo in virtù dei riscoperti valori innovativi e poetici del film.
Contemporaneamente Grimault continua a realizzare cortometraggi (La faim du monde, realizzato su commissione dell'UNESCO, che diventerà poi Le monde en raccourci; oppure Le chien mélomane, proiettato durante lo spettacolo teatrale C'est la guerre, Monsieur Gruber di Jacques Sternberg), anche se nella sua filmografia si registra una vistosa differenza fra la mole di lavoro precedente al 1955 e gli sparuti titoli successivi, che dimostra come la rottura con André Sarrut incise profondamente sul lavoro del regista francese.

## Filmografia

### Cortometraggi
- Monsieur Pipe fait de la peinture - incompiuto (1936)
- Phénomènes électriques (1937)
- Le messager de la lumière (1938)
- L'enchanteur est enchanté (1938)
- Gô chez les oiseaux o  Gô s'envole - incompiuto (1939)
- Les Passagers de la "Grande-Ourse" (1941)
- Le marchand de notes (1942)
- L'épouvantail (1943)
- Le voleur de paratonnerres (1944)
- Niglo reporter - incompleto (1945)
- La flûte magique (1946)
- Le petit soldat (1947)
- La légende de la soie (1947)
- La bergère et le ramoneur (1952)
- Pierres oubliées (1952)
- Enrico cuisinier, coregia con Pierre Prévert (1956)
- La faim du monde (1957)
- Le diamant (1970)
- Le chien mélomane (1973)
- Le monde en raccourci (1975)

### Lungometraggi
- La pastorella e lo spazzacamino  (1953)
- Le Roi et l'Oiseau (1980)
- La Table tournante, coregia con Jacques Demy (1988)

## Riconoscimenti
Mostra internazionale d'arte cinematografica
- 1946 – Segnalazione per il miglior disegno animato a Le voleur de paratonnerres

Premio Louis-Delluc
- 1979 – Per Le Roi et l'Oiseau

Premio César
- 1989 – Premio César onorario

## Influenza culturale
L'opera di Grimault, dai colori sognanti e delicati, influenzerà moltissimo il regista italiano Anton Gino Domeneghini, che nel 1949 realizzerà quello che è considerato il primo lungometraggio d'animazione europeo, ovvero La rosa di Bagdad. Il film mostra la stessa delicatezza di tratto dei lavori di Grimault, per quanto se ne distingue invece per complessità scenografica e struttura narrativa. Anche l'animatore giapponese Isao Takahata si è detto colpito dall'opera del regista francese: in un'intervista ha dichiarato che ha scelto la sua professione dopo la folgorante visione di La bergère et le ramoneur, che lo affascinò a tal punto da fargli «percepire l'enorme capacità espressiva insita nel cinema d'animazione».